# 中ノ島 (高知県)
中ノ島（なかのしま）は高知県須崎市にある島である。

## 概要
高知県中部・須崎市の南に細長く突き出た半島と架橋されている。中ノ島大橋は昭和57年1月開通。古くから漁業が盛んで、明治以降は大敷網（定置網）でブリなどを水揚げしていた。近年ではハマチ・タイ・カンパチなどの養殖が営まれている。

## 交通
- ［市営バス］JR須崎駅→中ノ島（45分）[1]